# Ernst Riemann
Ernst Riemann (* 24. Januar 1882 in Coburg; † 16. September 1953 in Bozen) war ein deutscher Pianist und Komponist von E-Musik.

## Leben und Wirken
Ernst Riemann studierte an der Königlichen Akademie für Tonkunst in München unter Bernhard Stavenhagen (Klavier) und Victor Gluth (Kontrapunkt). Er ging nach seinem Studium im Jahr 1904 zuerst als Solorepetitor an die damals unter Felix Mottls Leitung stehende Bayerische Hofoper, dann für ein Jahr an das Konservatorium in Krefeld, um schließlich nach München zurückzukehren. Dort vervollkommnete er seine pianistischen Fähigkeiten bei seiner Großtante Sophie Menter. Danach schlug Ernst Riemann eine Karriere als Konzertpianist ein und tourte für einige Jahre erfolgreich durch Europa. So wurde ihm in Rumänien für sein Schaffen die goldene Medaille für Kunst und Wissenschaft verliehen. Im Jahr 1912 folgte Ernst Riemann dann einem Ruf der Akademie der Tonkunst in München und wurde dort Professor für Klavier. Diese Position hatte Ernst Riemann bis zu seiner Pensionierung im Jahr 1948 inne. Neben seiner Lehrtätigkeit gründete Ernst Riemann den Chorverein für evangelische Kirchenmusik in München und leitete diese Vereinigung als Dirigent. Ernst Riemann starb 1953 während eines Kuraufenthaltes in Bozen.
Der musikalische Nachlass Ernst Riemann befindet sich im Privatarchiv Tobias Bröker.

## Kompositionen

### Orchesterwerke
- Festspielmusik, für Orchester
- Klabaudermann-Marsch, für Klavier, Streicher und Schlagwerk

### Kammermusik
- Walzer Evviva Pinola, für Klavier (vor 1911)
- Scherzo, für Klavier (1917, bearb. 1930)
- Deutsche Walzer, für 2 Klaviere (1921, bearb. 1930)
- Marsch, für Klavier vierhändig (1944)
- Gavotte, für Klavier (1952)
- Un petit rien, für Klavier
- Tempelmusik, für Bass, Violine und Orgel
- Thema und Variationen über ein altes Freimaurerlied, für Cello und Klavier

### Vokalmusik
- Auf einem jungen Rosenblatt, für Sopran und Klavier (1905)
- Schwere Stunde, für mittlere Stimme und Klavier (1906)
- Nocturno, für Stimme und Klavier (1909)
- Abendlandschaft, für hohe Stimme und Klavier (1913)
- Wo ist die Heimat?, für Stimme und Klavier (1915)
- Mir träumt, ich komm' ans Himmelstor, für Tenor und Klavier (1927)
- Alte Liebesweise, für Stimme und Klavier (vor 1930)
- Reiselied, für Stimme und Klavier (vor 1930)
- Apfelernte, für Stimme und Klavier (vor 1930)
- Ritterlicher Zweikampf, für Stimme und Klavier (vor 1930)
- Erwartung, für hohe Stimme und Klavier (vor 1930)
- Hochlandsdorf, für hohe Stimme und Klavier (vor 1930)
- Das faule Hänschen, für Sopran und Klavier (vor 1930)
- An das Schicksal, für Tenor und Klavier (vor 1930)
- Der wandernde Musikant, für hohe Stimme und Klavier (1930)
- Christkindleins Wiegenlied, für Sopran und Klavier (1931)
- Rache, für Bass und Klavier (1932)
- Der Mittelpunkt, für Tenor und Klavier (1933)
- Letztes Leuchten, für Stimme und Klavier (1933)
- Zwei Nächte, für Tenor und Klavier (1934)
- Gottfried, für hohe Stimme und Klavier (1934)
- Die geheimnisvolle Flöte, für Stimme und Klavier (vor 1935)
- Die Einsame, für mittlere Stimme und Klavier (1935)
- Jedem das Seine, für Tenor und Klavier (1936)
- Gesänge des Harfners, für Stimme und Klavier (1941)
- Ein Gleicher, für Stimme und Klavier (1942)
- Wanderers Nachtlied, für Stimme und Klavier (1942)
- Grab an der Marne, für Stimme und Klavier (1942)
- Dämmerstunde, für hohe Stimme und Klavier (1946)
- Zum Winter 1949/50, für Stimme und Klavier (1949)
- Ritterliche Werbung, für hohe Stimme und Klavier
- Lied des Troubadour, für Tenor und Harfe
- Der Postillon, für Stimme und Klavier
- Philine, für Stimme und Klavier
- Der Fischer, für Stimme und Klavier
- Scherz, für Tenor und Klavier
- Was betrübst du dich, meine Seele, für Stimme und Klavier
- Das ist ein Brausen und Heulen, für Stimme und Klavier